# Monte Vista
Monte Vista è un centro abitato (city) degli Stati Uniti d'America, situato nella contea di Rio Grande dello Stato del Colorado. Nel censimento del 2000 la popolazione era di 4.529 abitanti.

## Geografia fisica
Secondo i rilevamenti dell'United States Census Bureau, Monte Vista si estende su una superficie di 5,0 km².